# ورام ليفي عدواني طفلي
ورام ليفي عدواني طفلي أو ورام ليفي عدواني في الرضع (بالإنجليزية: Aggressive infantile fibromatosis)‏ هو آفة غير نقيلة متكررة محليًا، تَظهر مع كُتَل وحيدة أو مُتعددة سريعة النُمو، وتحدث في مرحلة الولادة أو في السنة الأولى من حياة المولود.:607